# チャタム級軽巡洋艦
チャタム級軽巡洋艦 (英語: Chatham class Light cruiser) はイギリスとオーストラリアが建造した軽巡洋艦。本級の基本設計はタウン級軽巡洋艦を元にしていたために、本級はタウン級のサブグループの一つに分類されている。

## 概要
本級はタウン級軽巡の第三グループにあたり、1910年度計画により6隻が建造された。ブリスベン (HMAS Brisbane) のみ、オーストラリアのコッカツー工廠で建造された。
3隻（チャタム、タブリン、サウサンプトン）が本国艦隊に、本級3隻（シドニー、メルボルン、ブリスベーン）と準同型艦アデレード (HMAS Adelaide) が、英連邦のオーストラリア海軍で就役した。第一次世界大戦では、オーストラリア海軍の軽巡シドニー (HMAS Sydney) が、ドイツ帝国海軍の軽巡エムデン (SMS Emden) を撃沈する殊勲を立てた。
第一次世界大戦後の1920年、イギリス海軍はネームシップのチャタム (HMS Chatham) をニュージーランド戦隊に貸与した。だが燃費の悪さから1922年に除籍され、1924年にイギリスへ送り返された。
3隻（チャタム、タブリン、サウサンプトン）は1926年に売却された。
1930年代後半になると旧式化した本級はアデレードを残して除籍される。代艦としてイギリスはオーストラリア海軍にパース級軽巡洋艦3隻を、ニュージーランド海軍にリアンダー級軽巡洋艦を貸与した。

## 艦形
本級の船体は長船首楼型船体を採用していた。艦首は前方に傾斜したクリッパー型の艦首から中央部に主砲の「Mk I 1915年型 15.2cm（50口径）速射砲」を防盾の付いた単装砲架で1基、司令塔を基部とする艦橋と単脚式の前部マストが立つ。等間隔に並ぶ4本の煙突の舷側は艦載艇置き場となっており、艦載艇は2本1組のボート・ダビットが片舷5組で計10組により運用された。左右の舷側甲板上に15.2cm速射砲が防盾の付いた単装砲架で片舷3基ずつ配置されていた。甲板一段分下がった箇所で後部マストと見張り所が立ち、後部甲板上に15.2cm主砲が後ろ向きに1基が配置された。

## 兵装

### 主砲
主砲は本級から「Mk XII 1913年型 15.2cm（45口径）速射砲」を採用した。その性能は重量45.36kgの砲弾を仰角15度で12,344mまで届かせられるこの砲を単装砲架で8基を搭載した。砲架の俯仰能力は仰角15度・俯角7度で旋回角度は240度の旋回角度を持っていたが、実際は上部構造物により射界の制限を受けた。砲の旋回、砲身の上下・砲弾の装填の動力は人力を必要とした。発射速度は毎分5～7発である。

### 備砲、魚雷兵装
他に近接火器として「ヴィッカース 1900年型 Mk I 4.7cm（50口径）速射砲」を採用している。1.5kgの砲弾を仰角12度で5,120mまで到達できた。単装砲架は360度の旋回角度を持っていたが、実際は上部構造物により射界の制限を受けた。俯仰は仰角30度・俯角5度で発射速度は毎分25発だった。これを単装砲架で4基を搭載した。他に主砲では手に負えない相手への対抗として53,3cm魚雷発射管を単装2基ずつ装備した。

## 機関
本級はヤーロウ式石炭・重油混焼水管缶12基とパーソンズ式直結タービン2基2軸を組み合わせて最大出力25,000shp、最大速力25.5ノットを発揮した。なお、「サウサンプトン」のみタービンはブラウン・カーチス式だった。機関配置は第一次大戦前の「装甲巡洋艦」と同じく機関区前部にボイラー室、後部に機関室を置く旧時代的な配置を採っていた。